# Bricostore
A Bricostore (a francia brico kb. ezermester és az angol store; raktáráruház szavak összevonásából) egy európai hálózattal rendelkező barkácsáruházlánc volt. A láncot 1991-ben Franciaországban alapították, később a cég működésének súlypontját áthelyezte Kelet-Európába, ahol a 2008-ban kezdődött gazdasági válságot már nem élte túl.

## Nemzetközi tevékenység

### Francia gyökerek
A Bricostore láncot 1991-ben alapította a francia Bresson család. A bolthálózat kezdettől fogva a barkácsolás, kertépítés szegmensbe pozicionálta magát. A kezdéskor egy 17 francia áruházból álló, 150 millió eurónyi forgalmat bonyolító üzletlánc kiépítése lebegett az alapítók szeme előtt. A vállalkozás az 1990-es évek kedvező üzleti környezetében gyorsan növekedett, az ezredfordulóra már 7 üzletet üzemeltetett szerte az országban. Az egyre éleződő verseny azonban kihívások elé állította a vállalatot. Az első baljós jel az 1999 novemberében megnyílt auxerre-i egység 9 hónappal későbbi bezárása volt, amelyet az éles konkurenciaharc kényszerített ki. 2000-ben az alapító tulajdonos az áruházlánc 6 egységét értékesítette az azonos tevékenységi területen működő, hasonló nevű áruházláncnak, a Bricorama-nak, további egyet pedig egy harmadik vállalkozónak. Az áruházak értékesítésével a Bricostore megszüntette tevékenységét a francia piacon, bár nemzetközi központja továbbra is Párizs maradt.

### Megtelepedés és összeomlás Keleten
A franciaországi lehetőségek beszűkülésével egy időben kezdett a vállalat a gyorsan növekvő piacot jelentő Kelet-Európa felé terjeszkedni. A Bricostore még a franciaországi kivonulás előtt megjelent Magyarországon, elsőként Törökbálinton. Az ezredfordulóra már 4 magyarországi üzlettel rendelkezett. A terjeszkedés 2002-től a Romániában, főként a bukaresti agglomerációban folytatódott. 2004-ben nyílt meg az első horvátországi üzemegység, amelyet 2012-ig további kettő követett. A 2008-as gazdasági válság kirobbanása után a cég már csak Romániában és Horvátországban tudott terjeszkedni, tevékenységének csúcspontján 26 üzletet működtetett a három Kelet-Közép-európai országban. Az elhúzódó gazdasági pangás és ezen belül az építőipar válsága azonban öt éven belül maga alá temette a vállalkozást. 2012-ben a cég anélkül vonult ki Magyarországról, hogy üzletközpontjait bárkinek értékesíteni tudta volna. 2013 áprilisában a tulajdonosok megegyeztek a versenytárs Kingfisherrel a romániai áruházak értékesítéséről, a britek 75 millió €-t fizettek a 15 romániai üzletközpontért. Az új tulajdonos az áruházakat később Brico Depot néven üzemeltette tovább. A kelet-európai kalandot 2013 májusában, a horvátországi üzemegységek bezárásának bejelentésével fejezte be a Bricostore. A horvátországi üzletek bezárásával a Bricostore márkanév eltűnt az európai barkácspiacról.

### A Bricostore tevékenysége Európában
| Ország        | Áruházak száma | Első áruház | Kivonulás |
| ------------- | -------------- | ----------- | --------- |
| Franciaország | 7              | 1991        | 2001      |
| Magyarország  | 9              | 1999        | 2012      |
| Románia       | 14             | 2002        | 2013      |
| Horvátország  | 3              | 2004        | 2013      |

## A Bricostore Magyarországon

### A cégcsoport magyarországi története
Magyarországi székhelye Budapesten van, a magyarországi vállalkozás a franciaországi bejegyzésű Bricostore Holding S.A.S. tulajdona. A vállalatcsoport Magyarországon 1997-ben kezdett el terjeszkedni azzal a céllal, hogy a közép-európai térség piacvezető barkácsáruház-láncává váljon. Főként nagyvárosok bevezető útjai mellé építettek nagy területű parkolókkal körülvett 9000–13000 m² vásárlóterületű üzleteket, amelyeknek mindegyike a cég saját tulajdonában állt. A hálózat az építőipari konjunktúra idején dinamikusan növekedett, 2002-ben már öt áruházzal rendelkezett és további öt építését tervezte.
A cég magyarországi tevékenysége során nem számított a legproblémásabb multinacionális vállalatok közé, a Gazdasági Versenyhivatal mindössze háromszor folytatott eljárást ellene a vásárlók megtévesztése miatt.
A pénzvilág 2008-ban kialakult válsága után a magyarországi vállalat már képtelen volt nyereségesen gazdálkodni, vesztesége a 2009-es 0,7 milliárdról 2011-re 2,2 milliárdra növekedett, forgalma 24 milliárd forintról 12 milliárdra csökkent. 2012 novemberében a cég vezetése bejelentette, hogy 2013. január elsejétől megszünteti magyarországi hálózatát. A vállalatot vezető francia tulajdonos a közvélemény előtt a kilátástalan magyarországi üzleti környezettel indokolta döntését. A hálózat átvételéről egy magyar nagyvállalkozóval folytak eredménytelen tárgyalások. Az eredeti tervek szerint a budapesti kivételével 2012. december 20-ig valamennyi üzlet bezárt volna, a kivonulást pedig december 31-én tették volna teljessé. A zárás azonban elhúzódott, a törökbálinti egység egészen 2013 februárjáig nyitva tartott. A Bricostore cégcsoport három magyarországi vállalkozása 1000 főt foglalkoztatott.

### Az egykori magyarországi bolthálózat
| Település          | Nyitás           | Zárás              | Cím                                      | Koordináták/Link GeoHack                                   | Az épület sorsa                                                     |
| ------------------ | ---------------- | ------------------ | ---------------------------------------- | ---------------------------------------------------------- | ------------------------------------------------------------------- |
| Törökbálint        | 1998. június     | 2013. február 28.  | Törökbálint, Torbágy utca 1.             | é. sz. 47,442883°, k. h. 18,888446°47.442883°N 18.888446°E | 2017-ben eladva a Regio Játékáruházláncnak                          |
| Győr               | 1999. március    | 2012. december 20. | Győr-Ménfőcsanak, Zsigmond király u. 21. | é. sz. 47,641205°, k. h. 17,608230°47.641205°N 17.608230°E | 2018-ban a Magyar Posta helyi logisztikai központja nyílt meg benne |
| Budakalász         | 1999. szeptember | 2012. december 31. | Budakalász, vasút sor, Omszk park 2.     | é. sz. 47,610930°, k. h. 19,060086°47.610930°N 19.060086°E | 2013-ban OBI áruházzá átalakítva                                    |
| Fót                | 2000. április    | 2012. december 31. | Fót, Fehérkő út 2.                       | é. sz. 47,577555°, k. h. 19,161216°47.577555°N 19.161216°E | 2013-ban OBI áruházzá átalakítva                                    |
| Budapest           | 2002. november   | 2012. december 31. | Budapest, Bevásárló utca 6.              | é. sz. 47,413719°, k. h. 19,161870°47.413719°N 19.161870°E | 2013-ban OBI áruházzá átalakítva                                    |
| Székesfehérvár     | 2004. március    | 2012. december 20. | Székesfehérvár, Holland fasor 1.         | é. sz. 47,150976°, k. h. 18,430992°47.150976°N 18.430992°E | 2015-ben Next Stop néven kereskedelmi parkot hoztak benne létre     |
| Csömör (Kistarcsa) | 2005. április    | 2012. december 31. | Csömör (Kistarcsa), Határ utca 8.        | é. sz. 47,540460°, k. h. 19,249106°47.540460°N 19.249106°E | 2017-ben Next Stop néven kereskedelmi parkot hoztak benne létre     |
| Szekszárd          | 2007. július     | 2012. december 20. | Szekszárd, Tartsay Vilmos utca 38.       | é. sz. 46,332093°, k. h. 18,706166°46.332093°N 18.706166°E | 2015-ben XXL távol-keleti ruházati szaküzletté alakítva             |
| Miskolc            | 2008. december   | 2012. december 20. | Miskolc, József Attila utca 100.         | é. sz. 48,104379°, k. h. 20,835263°48.104379°N 20.835263°E | 2015-ben XXL távol-keleti ruházati szaküzletté alakítva             |